# Светозар Вукманович
Светозар Николе Вукманович-Темпо (на черногорски: Светозар Вукмановић-Темпо или Svetozar Vukmanović-Tempo) е югославски и комунистически партизанин и политик.

## Биография
В комунистическата партия встъпва много млад. По време на обучението си като студент в Белградския университет е организатор на студентски демонстрации и стачки. През 1941 година става член на Военния комитет на Югославската комунистическа партия, а след това и на Върховния щаб на партизанското движение.
Под негово ръководство е разформирован почти напълно разложения (въпреки започналия обрат в хода на войната в Европа в ущърб на Германия), обхванат по места от слабост, анархия, а във Куманово и Кавадарци - и от нежелание за водене на партизанска война при пристигането му Покрайненския комитет на Македония и е създадена Македонската комунистическа партия, която е тясно обвързана с Югославската комунистическа партия. 
На 25 юни 1943 година той като представител на югославските партизани заедно с представители на Албанската и Гръцката комунистически партия подписва споразумение за съвместна борба със силите на Оста на Балканите, в което българите във Егейска Македония са наречени „национално малцинство, сътрудничещо си с окупатора“. На конференцията във Мъглен, където е подписано споразумението, в залата от балканските комунистически партии няма лозунги и приветствия само за Българската, като написаните за целта са свалени по заповед на Темпо. 
В доклада до Централния комитет на ЮКП от 8 август 1943 година Темпо признава, че в Беломорска Македония „македонците“ масово се сражават против гръцките партизани под влияние на ВМРО, населението на Вардарска Македония е посрещнало Българската армия и дори Вермахта с цветя, а в оранизациите на МКП е съществувало убеждението, че борбата трябва да се води само против „реакционното“ правителство на Богдан Филов, като това становище е водело до убеждението за нужните отцепване от ЮКП и създаване на самостоятелност на Македонската комунистическа партия и поставя като задача „събиране на всички българофилски маси около нашата партия“. А през 1942 година в областта е имало само 6 партизански отряда с численост между 10 и 15 души, като всички са разгромени, освен прехвърлилия се в италианската окупационна зона Битолски отряд. На съвещание, проведено в Преспа на 21 декември 1943 година признава, че Шарловото ръководство е третирало „македонския народ“ като български, който трябва да премине към България, махали са от партийните документи инициала за Югославия, отхвърляйки я безрезервно, първото му решение след избухването на войната е било откъсване от Югославия, провъзгласили са, че Македония била освободена от България и че въпреки свалянето на Шаторов и ръководството му следи от политиката му все още се намират и у най-добрите партийни активисти, и все още са издавани документи, определящи за враг на Македония не „българския окупатор“, а тогавашните некомунистически ръководители на България.
По време на българските военни операции във Вардарска Македония през есента на 1944 година, въпреки преминаването на България на страната на Антихитлеристката коалиция,Темпо е от партизанските командири, които се държат враждебно към българските войски. Той води пропаганда против тях, отказва да координират бойните действия, разграбва българско военно имущество - камиони, леки автомобили, мотоциклети, радиостанции, напада от засада и разграбва български военни обози.
Пропагандата му против България надминава тази против Германия. Когато българските войски прогонват Вермахта от Скопие на 13 ноември 1944 година ги прогонва оттам с помощта криещите се дотогава по хълмовете македонски партизани, не им позволява да си отпочинат след сраженията и да се срещнат със местното население, което било приготвило храна и дрехи за тях. В новогодишната си реч от 1945 година обявява за врагове сътрудниците с германските и „българските фашистки окупатори“ - месеци след като България се е изтеглила от Новоосвободените и подконтролните територии и е започнала да воюва на страната на Съюзниците, включително и във Македония, Западните Покрайнини и Поморавието, премълчавайки за сръбските и сърбоманските четници във Вардарска Македония - независимо че четниците продължават да се сражават срещу партизаните в Югославия в сътрудничество със силите на Оста. Темпо третира трите български войни със Сърбия, водени за освобождението на Вардарска Македония и отказа на БКП след конфликта между СССР и Югославия през 1948 година от договореното предаване на Пиринска Македония на Федеративна народна република Югославия като „Български нападения в гръб на Сърбия“.
Според една версия, убийството на известния поет Кочо Рацин е инсценирано от партийния комисар Светозар Вукманович-Темпо и от Страхил Гигов, отявлен противник на групата на Методи Шаторов-Шарло в партията, която защитавала тезата за българската принадлежност на македонците и на която симпатизирал Рацин. Също така Коста Църнушанов го обвинява, че е предавал на властите македонските партизани с българско самосъзнание, и след това ги героизира като мъченици, паднали в борбата против „българските фашистки окупатори“, като Страшо Пинджур.
Вестник „Политика експрес“ пише в 1978 година, че Светозар Вукманович очиства
| „ | партизанските редове от опортюнистични и пробългарски елементи | “ |

Освен това той не прави нищо, за да спаси брат си Лука Вукманович -свещеник от СПЦ, екзекутиран от партизаните през Май 1945 заедно с Черногорско - приморския митрополит Йоанакий.